# Coming Home (2014)
Coming Home (traditioneel Chinees: 歸來, vereenvoudigd Chinees 归来; pinyin: Guīlái) is een Chinese film uit 2014 onder regie van Zhang Yimou. De film had zijn Belgische avant-première op het Film Fest Gent 2014. De film is gebaseerd op een boek van Geling Yan.

## Verhaal
De film speelt zich af over een periode tussen de jaren 1920 en 1990 in China, maar hoofdzakelijk tijdens de Culturele Revolutie. De intellectueel Lu Yanshi wordt na zijn terugkeer uit Amerika gearresteerd en belandt in een werkkamp. Wanneer hij weer vrijkomt, blijkt dat zijn vrouw Feng Wanyu aan geheugenverlies lijdt en dat ze helemaal niets meer van hem wil weten. Samen met zijn dochter probeert hij, gedreven door liefde, weer contact met haar te krijgen.

## Rolverdeling
| Acteur       | Personage        |
| ------------ | ---------------- |
| Chen Daoming | Lu Yanshi        |
| Gong Li      | Feng Wanyu       |
| Zhang Huiwen | Dandan (dochter) |
| Guo Tao      | Officier Liu     |

## Prijzen en nominaties
| Jaar | Prijs                                                         | Categorie                | Genomineerde(n) | Uitslag     |
| ---- | ------------------------------------------------------------- | ------------------------ | --------------- | ----------- |
| 2014 | Changchun Film Festival 2014: Golden Deer                     | Best Actress             | Li Gong         | Gewonnen    |
| 2014 | Internationaal filmfestival van Valladolid 2014: Golden Spike | Best Film                | Yimou Zhang     | Genomineerd |
| 2014 | Golden Horse Film Festival 2014: Golden Horse Award           | Best Actress             | Li Gong         | Genomineerd |
| 2014 | Golden Horse Film Festival 2014: Golden Horse Award           | Best New Performer       | Huiwen Zhang    | Genomineerd |
| 2014 | Golden Horse Film Festival 2014: Golden Horse Award           | Best Adapted Screenplay  | Jingzhi Zou     | Genomineerd |
| 2014 | Golden Horse Film Festival 2014: Golden Horse Award           | Best Original Film Score | Qigang Chen     | Genomineerd |
| 2014 | Golden Horse Film Festival 2014: Golden Horse Award           | Best Sound Effects       | Jing Tao        | Genomineerd |